# لينات الدرقة الحقيقية
لينات الدرقة الحقيقية (الاسم العلمي: Eumalacostraca) هو صنف حيواني يتبع طائفة لينات الدرقة من صف قشريات.

## التصنيف

### فوق رتب
- فوق رتبة القشريات الجرابية:
  - مزدوجات الأرجل
  - متماثلات الأرجل
  - الربيانيات المقلنسة
- فوق رتبة القشريات الأصلية
  - الكريليات